# 赫里亞達 (舍普季茨基區)
50°11′49″N 24°30′19″E / 50.19694°N 24.50528°E
赫里亞達（羅馬化：Hriada）是烏克蘭西部的村落，隸屬利沃夫州舍普季茨基區多布羅特維爾市鎮，距離拉傑霍夫約15公里，距離利維夫約57公里，始建於1842年，面積0.44平方公里，海拔高度217米，2001年人口112，人口密度每平方公里257.47人。